# فرانك كوين
فرانك كوين (بالإنجليزية: Frank Quinn)‏ (12 سبتمبر 1926 في المملكة المتحدة - 18 أكتوبر 2008) هو لاعب كرة قدم بريطاني (وحمل سابقاً جنسية المملكة المتحدة لبريطانيا العظمى وأيرلندا) في مركز جناح ‏. لعب مع دندي يونايتد ونادي سلتيك وهاميلتون أكاديميكال ونادي سترنرير ‏ ونادي كاودينبيث لكرة القدم وSaltcoats Victoria F.C. ‏.